# HEGRA
HEGRA (англ. High-Energy-Gamma-Ray Astronomy — гамма-астрономия высоких энергий) — черенковский телескоп, располагавшийся на острове Пальма в обсерватории Роке-де-лос-Мучачос на высоте 2200 метров над уровнем моря. Функционировал с 1987 по 2002 год и был заменён телескопом MAGIC.
Находился под управлением международной коллаборации исследовательских институтов и университетов, таких как Институт физики Макса Планка в Мюнхене, Мадридский университет Комплутенсе, Институт ядерной физики Общества Макса Планка, университет Вупперталя, IFKKI в Киле или Гамбургский университет. Состоит из нескольких различных детекторов, предназначенных для наблюдения за вторичными частицами в составе широкого атмосферного ливня.
Для обнаружения частиц с наименьшими пороговыми энергиями были использованы черенковские телескопы на фотоэлектронных умножителях. Такие телескопы были чувствительны к ливням, вызванным частицами с энергиями порядка 1 ТэВ, однако их необходимо было направлять прямо на возможные источники частиц, а работать они могли только ясной безлунной ночью. Они обнаруживали черенковское излучение от вторичных релятивистских частиц в атмосферных ливнях. Поле зрения составляло около 4,6°.
Другой использованный в телескопе тип детектора черенковского излучения имел название AIROBICC (англ. AIRshower Observation By angle Integrating Cherenkov Counters) с одним крупным фотоэлектронным умножителем. 49 этих детекторов были расположены в массиве 7×7, чтобы наблюдать за амплитудой и временем прихода фронта черенковского излучения. Ещё 48 таких детекторов были добавлены позднее. Такие детекторы имели широкое поле зрения, но также как и обыкновенные черенковские телескопы могли работать только ясной безлунной ночью . Их пороговая энергия составляла несколько десятков ТэВ.
Первые детекторы в HEGRA представляли собой массив счётчиков колебаний площадью 1 м², которые использовались для измерения количества и времени прибытия вторичных частиц атмосферного ливня на уровне земли. Функционировало более 250 этих счётчиков, расположенных на площади более 180 м². Эти детекторы функционировали днём и ночью в любую погоду, обнаруживая частицы с пороговой энергией в диапазоне от 40 до 100 ТэВ в зависимости от вида детектируемой первичной частицы.
Массив счётчиков был чувствителен ко всем видами заряженных вторичных частиц. Чтобы иметь возможность выбирать вторичные мюоны в атмосферных ливнях использовались мюонные «башни», площадью 16 м² каждая. всего было установлено 17 таких детекторов.
Другие детекторы телескопа HEGRA имели название CRT (англ. Cosmic Ray Tracking) и CLUE (англ. Cherenkov Light Ultraviolet Experiment).
Выдающимся достижением телескопа было обнаружение наиболее высокоэнергетичных фотонов с энергией 16 ТэВ из внегалактического объекта, возникшего в галактике Маркарян 501 (Mrk 501).
Телескоп был остановлен в 2002 году для того чтобы построить новый телескоп MAGIC в том же месте. Главным преемником стереоскопической системы черенковских телескопов является система телескопов H.E.S.S.